# Moshe Sanbar
Moshe Sanbar (Kecskemét, 29 de março de 1926 — Telavive, 1 de outubro de 2012) foi um economista e o governador do Banco de Israel entre 1971-1976.

## Biografia
Sanbar nasceu na cidade de Kecskemét, Hungria central, no ambiente de uma família abastada. Tinha ele 18 anos e era estudante do ensino secundário quando, em 19 de março de 1944, a Hungria foi ocupada de exército alemão. Seu pai foi preso pela Gestapo e levado para um campo de concentração, na Alemanha, do qual não regressou. Sua mãe, juntamente com a população de Kecskemét, foi deportada para Auschwitz, onde foi morta nas câmaras de gás. O próprio Sandberg foi mobilizado para o trabalho forçado do exército húngaro. Em novembro de 1944, a sua unidade foi entregue aos alemães. Sua primeira etapa foi o campo de concentração de Dachau, de onde foi transferido para o de Muhldorf-Waldlager. Na época em que os sobreviventes foram libertados pelas tropas americanas, em fins de abril de 1945, ele estava reduzido a pele e ossos.
Voltou para a Hungria, e após um período de recuperação, entrou na Universidade de Budapeste para estudar economia. Chegou à Palestina com a "imigracio Haganah", apresentado-se imediatamente como voluntário. Foi mandado direto para a frente de combate em Latrun, entre a planície costeira a Jerusalém, onde foi gravemente ferido. No fim do seu serviço nas Forças de Defesa de Israel, em 1949, voltou aos seus estudos, desta vez na Universidade de Jerusalém, recebendo seu mestrado em economia, em 1953.
Entre 1951 e 1958, trabalhou no Instituto de Pesquisa Social Aplicada e ensinou estatística na Universidade Hebraica. Em 1958, entrou no quadro de funcionários do Ministério das Finanças, na qualidade de Conselheiro Económico do Ministro e Diretor dos Orçamentos. Em 1968, foi nomeado Vice-Presidente do Banco de Desenvolvimento Industrial de Israel e Vice-Presidente de Israel Corporation.
Entre 1971 e 1976, Governador do Banco de Israel.